# جورجو، ملكة أسبرطة
جورجو(/ˈɡɔːrɡoʊ/; (باليونانية: Γοργώ)‏ اللفظ الإغريقي: ‎[ɡorɡɔ͜ɔ́]‏; ازدهرت 480 ق.م) كانت ابنة والطفلة الوحيدة المعروفة لكليومينس الأول، ملك أسبرطة (520-490 ق.م) خلال القرنين السادس والخامس قبل الميلاد. كانت زوجة الملك ليونيداس الأول، «نصف شقيق» كليومينس، والذي قاتل ومات في معركة ترموبيل. تسجل جورجو كواحدة من الرموز الأنثوية التاريخية القليلة اللاتي ذكر هيرودت اسمهن، وعرفت بحكمها السياسي وحكمتها. هي بارزة كونها ابنة ملك من ملوك أسبرطة، وزوجة لآخر، وأم لثالث. تاريخ مولدها غير مؤكد، ولكنه غالبا يتراوح بين 518 و508 ق.م، وفقًا لتأريخ هيرودوتس (تاريخ هيرودوتس).

## خلفية عائلية
كان والدها كليومينس الابن الأكبر لملك سلالة أجيداي السابقة، أناكساندريداس الثاني، وخلف والده عند وفاته، مع ذلك، كان لديه 3 أنصاف أشقاء من والده، كان أكبرهم دوريوس، قد يسبب له بعض المشاكل. كان الأخان الآخران هما ليونيداس الأول وكليومبروتس. كان الأربعة أبناء أناكساندريداس الثاني، أحد الملوك المزدوجين لأسبرطة من السلالة الأجيسية.
وفقًا لإحدى نسخ تاريخ هيرودوتس، كان أناكساندريداس الثاني جد جورجو متزوجًا لفترة طويلة دون أطفال، وتم نصحه بالزواج مرة أخرى وهو ما فعله. أنجبت زوجته الثانية  كليومينس الأول والذي كان بذلك أكبر أبنائه، على أي حال، أصبحت زوجته الأولى حامل أيضًا، وفي النهاية أنجبت ثلاثة أطفال من بينهم ليونيداس الأول. إلا أن هذه النسخة ليست مدعومة من المصادر الأخرى، والتي تشير إلى أن كليومينس تم إنجابه إما عن طريق الزوجة الأولى أو عن طريق علاقة غير زوجية. يفضل أغلب المؤرخون هيرودون لأنه المصدر الأقدم. على أي حال، يظهر وجود توتر بين الابن الأكبر وإخوته غير الأشقاء، وتم حله فقط بوفاة (أو قتل) كليومينس وارتقاء ليونيداس الأول للعرش (أخوه وزوج ابنته في آن واحد).
وفقًا لتواريخ هيرودوتس، في سن الثامنة أو التاسعة، نصحت جورجو والدها كليومينس بألا يثق في أريستاغوراس من ميليتوس، دبلوماسي أجنبي كان يحاول إقحام كليومينس في دعم ثورة أيونية ضد الفرس. «أبي، من الأفضل أن تدع هذا الرجل يذهب بعيدًا، وإلا سيفسدك الأجنبي». عمل كليومينس بنصيحتها.

## الزواج والملك
بالنظر لما بعد وفاة كليومينس، أصبحت طفلته الناجية الوجيدة جورجو وريثته الوحيدة. كانت على ما يبدو متزوجة بالفعل بحلول العام 490 ق.م إلى «نصف عمها» ليونيداس الأول. أنجب ليونيداس وجورجو على الأقل طفلًا واحدًا، ابنا يدعى بليستارخوس، شريك ملك أسبرطة من 480 ق.م حتى وفاته في 459/458 ق.م.
يمكن القول أن الدور الأهم لجورجو حدث قبل الغزو الفارسي في 480 ق.م. وفقًا لتاريخ هيرودوتس، أرسل ديماراتوس، الذي كان في المنفى حينها في المحكمة الفارسية، تحذيرًا لأسبرطة بشأن غزو خشايارشا الأول الوشيك. لتجنب إعاقة الرسالة من جانب الفرس أو الولايات التابعة لهم، كُتبت الرسالة على لوح خشبي وتمت تغطيتها بالشمع. لم يعرف «الإسبرطيون» الذين هم على الأغلب من الإبور، أو جيروسيا أو الملوك ماذا يفعلون بهذا اللوح الشمعي الفارغ، حتى نصحتهم الملكة جورجو بإزالة الشمع من اللوح. يصفها ديفيد كان في كتابه «المحتالون» بأنها واحدة من أوائل محللي الشفرات الإناث المسجلة أسماءهم.
وفقًا لفلوطرخس، قبل معركة ترموبيل، علمًا منها بأن وفاة زوجها في المعركة محتومة، فقد سألته ماذا تفعل. أجابها ليونيداس «تزوجي رجل صالح يعاملك جيدًا، واحملي أطفاله، وعيشي حياة جيدة».

## الأطفال
حظت على الأقل بابن واحد من ليونيداس الأول، بليستارخوس، شريك ملك أسبرطة من 480 ق.م حتى وفاته في 458 ق.م
كان ابنها صغيرًا عند وفاة والده، لذلك عمل عمه كليومبروتس (توفي 480 ق.م) ثم ابن عمه الأول والوريث باوسانياس (480-479 ق.م) كوصيان لعرشه. كان باوسانياس هو المدبر الرئيسي للانتصار اليوناني المشترك في معركة بلاتيا (479 ق.م). حين وقع باوسانياس في الكراهية وتم اتهامه بالتخطيط للخيانة، تولى ابن ليونيداس، بليستارخوس، الحكم بالاشترك مع ملك أسبرطة الآخر، ليوتيخيدس الثاني (ثم حفيده أرخيداموس) حتى وفاته في 459/458 ق.م.

## إشارات تاريخية
هناك أقسام حيث توجد في المحكمة أو في المجلس وتقدم المشورة للملك أو الشيوخ.
يشير هذا إما إلى أن جورجو حظت بمكانة عالية لدى هيرودوت، الذي غالبًا ما تجاهل أسماء الشخصيات النسائية التي أدرجها في كتبه، أو كونها زوجة ليونيداس الأول، كانت تصرفاتها ونصائحها جديرة بالاهتمام.
يقتبس فلوطرخس الملكة جورجو كما يلي: «حين سألتها امرأة من أتيكا، 'لماذا أنتن يا نساء أسبرطة الوحيدات اللاتي يمكن لهن حكم الرجال؟'، ردت: 'لأننا أيضًا الوحيدات اللاتي يلدن الرجال.'» نسخة أخرى من ذلك الاقتباس، «... سيدة أجنبية ما على ما يبدو، أخبرتها أن نساء أسبرطة هن الوحيدات في العالم اللاتي يحق لهن حكم الرجال، فقالت لها 'لسبب جيد، نحن النساء الوحيدات اللاتي ينجبن الرجال.'»

## في الثقافة الشعبية
تم تشخيص الملكة جورجو بواسطة الممثلة اليونانية والسياسية لاحقًا آنا سينودينو في فيلم الأسبارطة الـ300 عام 1962.
تظهر جورجو كشخصية رئيسية في كتاب ألعاب مقدسة بوساطة جاري كوربي.
تظهر شخصية الملكة بدور صغير في سلسلة القصص المصورة 300 لكاتبه فرانك ميلر، والذي كان ملهمًا بشكل كبير من الفيلم السابق ذكره. في فيلم 300 الصادر عام 2006 اقتباسا من القصص المصورة، لعبت الممثلة الإنجليزية لينا هيدي دور جورجو. في هذه النسخة، تم منحها دور أكثر أهمية في الأحداث المحيطة بالحرب مع بلاد فارس، حيث تحاول إقناع الآخرين بدعم ليونيداس، ويتم اغتصابها بواسطة عضو آخر بالمجلس لإنقاذ حياة زوجها، ثم تقتل ذلك العضو وتعلن أنه خائن. كررت هيدي دورها في تكملة الفيلم في 2014: 300: نهوض إمبراطورية.
نشرت هيلينا ب. سكرادار الكتاب الأول في رواية سيرة ذاتية من ثلاثة أجزاء عن ليونيداس وجورجو. الكتاب الأول، ليونيداس من أسبرطة: فتى التأهيل البدني في أسبرطة، والذي يركز حول طفولة ليونيداس معسكرات التأهيل البدني الأسبرطية سيئة السمعة، لكن الكتابين الثاني والثالث يمنحان الأولوية لجورجو أيضًا.
جورجو هي واحدة من قائدي اليونان في لعبة الفيديو الإستراتيجية سيفيليزيشن 6.